# Editorial Atlántida
Editorial Atlántida S.A. (comercialmente Atlántida) es una empresa editorial argentina, dedicada a publicar revistas y libros.

## Historia

### Primeros años
El origen de la Editorial Atlántida se puede rastrear a tres revistas fundadas en 1904 por el periodista uruguayo-argentino Constancio C. Vigil, las cuales fueron publicadas hasta 1911. Se trataba de la revista semanal infantil Pulgarcito, Germinal publicada en el semanario general Mundo Argentino (de forma similar a lo que había sido Pulgarcito antes de que la competencia llevase al cierre la publicación del mismo en 1907). En particular, Mundo Argentino era una revista ilustrada que incluía anuncios publicitarios y cupones, centrada en un género en especial sin estar sólo limitada al mismo.
Para 1912 la revista se jactaba de tener una circulación de más de 36.000 ejemplares, aunque Vigil -quien era un versátil hombre de negocios- la vendió a Editorial Haynes en 1917, cuando la misma se encontraba en su pico de circulación. Para ese entonces Mundo Argentino vendía unas 118.000 copias por semana (en un país que tenía menos de 5 millones de adultos).

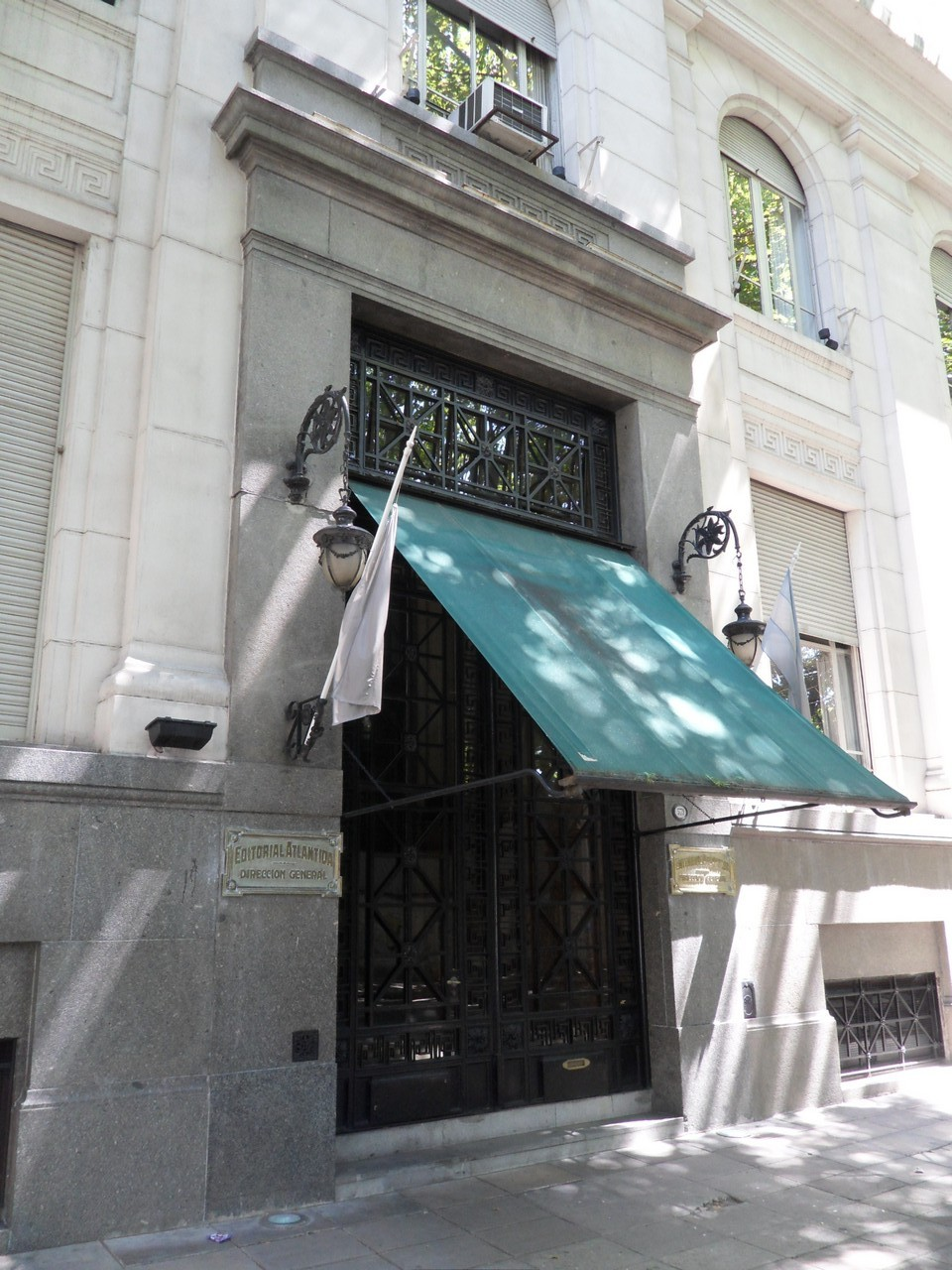
Edificio de la Editorial, Azopardo y México, Buenos Aires.

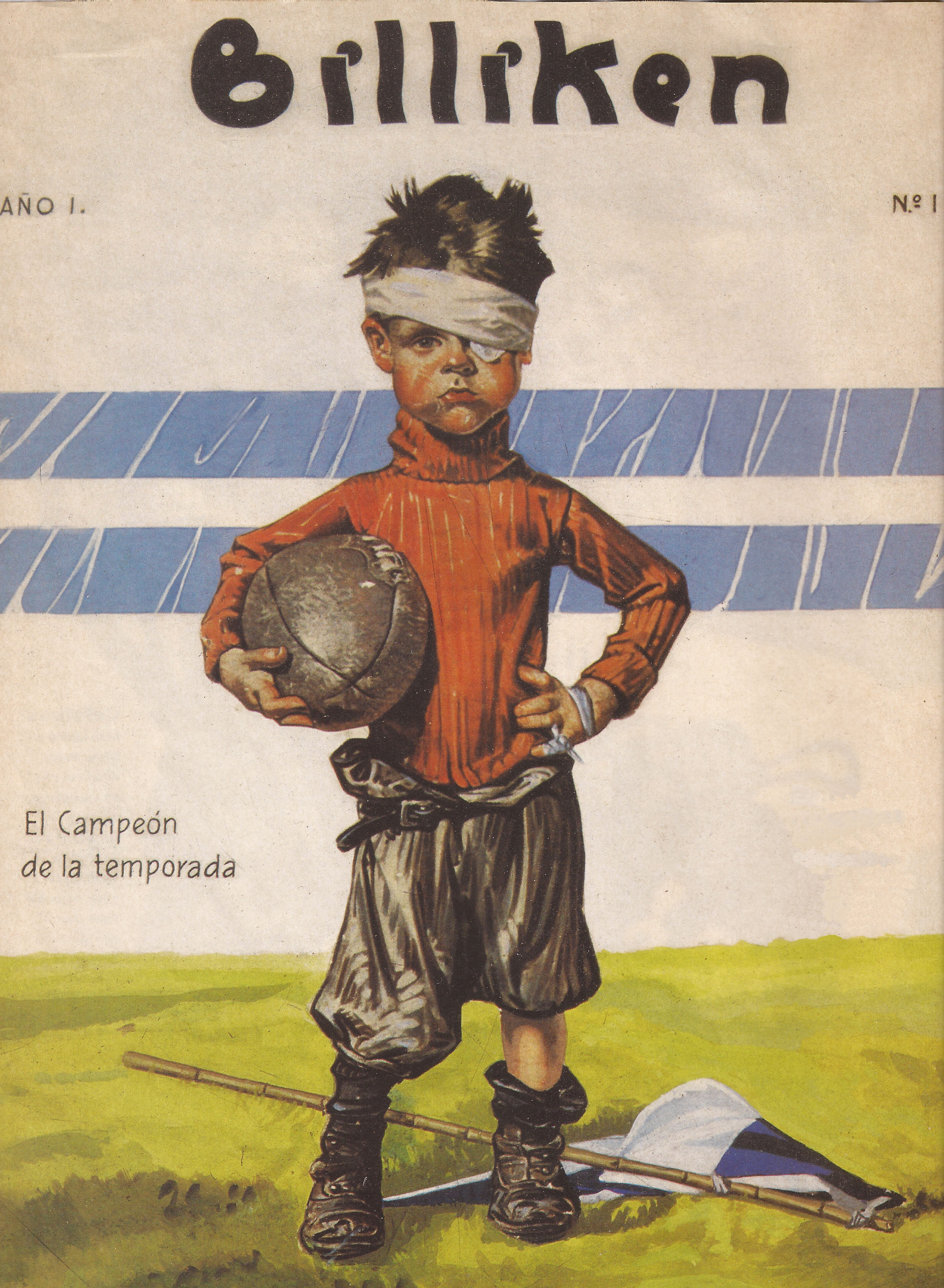
Portada del primer número de la revista infantil Billiken, publicado el 17 de noviembre de 1919.

No obstante Vigil redobló la apuesta mediante la fundación de una nueva empresa del rubro: Editorial Atlántida. La recién fundada compañía pronto publicaría nuevos títulos: una revista de sucesos del momento que llevaba el mismo nombre de la firma (lanzada en 1918), el semanario deportivo El Gráfico, la revista infantil Billiken (ambas en 1919) y la femenina Para ti (1922), siendo todas ellas pioneras o precursoras en sus respectivos rubros. [cita requerida]Las tres últimas son las revistas argentinas más antiguas que continúan publicándose.
Otras revistas distribuidas por Atlántida durante la era temprana de la editorial, las cuales eran bastante conocidas en esa época, incluían a Iris (1920), Grand Guiñol (1922), Tipperary (1928), La Chacra (1930), El Golfer Argentino (1931, después renombrada a Sport), Cinegraf y Vida Nuestra (ambas de 1932) y Marilú (1933).
Editorial Atlántida también publicó numerosos libros escritos por el propio Constancio C. Vigil, algunos de los cuales fueron éxitos editoriales. El prolífico autor publicó un total de 134 títulos desde 1915, incluyendo 50 títulos infantiles.
Entre la variedad de revistas publicadas por la editorial, la infantil Billiken se mantuvo como la más popular durante algunas décadas, en parte debido a la falta de una competencia directa. El alcance que por entonces tenía esa revista le permitió a Vigil organizar los denominados “Comités Billiken” con el propósito de recaudar donaciones de comida y dinero para los más necesitados durante la Gran Depresión estadounidense que estalló en 1929, organizando a más de 40.000 niños antes de que el proyecto fuese finalizado. Para la década de 1950 la circulación de la revista totalizó más de 500.000 ejemplares, incluyendo unos 30.000 [cita requerida]vendidos en Uruguay y en el resto de América Latina, y siguió siendo publicada por la misma editorial tras la muerte del propio Vigil el 24 de septiembre de 1954.
Asimismo Atlántida lanzó en 1965 la revista de interés general Gente. Sin embargo, el grupo perdió terreno en el mercado de revistas infantiles con el advenimiento en 1964 de Anteojito, lanzada por Manuel García Ferré. De hecho, para 1972 Billiken descendió al tercer lugar en ese rubro, detrás de la anteriormente mencionada Anteojito y de Locuras de Isidoro de Dante Quinterno. Aunque como contrapartida la empresa fue, en 1971, la primera en asegurarse la distribución en el mercado argentino de los derechos de impresión de la entonces popular y lucrativa historieta Superman de la editorial estadounidense DC Comics. Dicha tira fue publicada dentro de la revista Billiken, pero su nombre fue modificado y transliterado al español, siendo conocida como El Superhombre. Actualmente, algunos fragmentos de estas historietas son objetos de deseo y atesoradas por coleccionistas. Ese mismo año el gobierno argentino vendió un porcentaje de la participación estatal en el Canal 13 de Buenos Aires, designando a Constancio Vigil III como su director ejecutivo. No obstante, el presidente argentino Juan Domingo Perón renacionalizó el canal en 1974 durante su inconcluso tercer mandato.

### Atlántida y la última dictadura militar argentina
Tras el golpe de Estado del 24 de marzo de 1976 que dio inicio al autodenominado Proceso de Reorganización Nacional (1976-1983), las publicaciones de Atlántida comenzaron a apoyar explícitamente al nuevo régimen. No obstante, ya desde 1975, la editorial intensificó su sesgo a favor de las Fuerzas Armadas (lo que incluso se hizo evidente en sus revistas femeninas: Gente, Somos y Para Ti). Una vez consumado el golpe militar las principales publicaciones de Atlántida tales como Gente y Somos adoptaron un tono editorial a favor de la dictadura. Incluso la revista femenina Para Ti se mantuvo dentro de esa tendencia, publicando un extenso reportaje sobre la vida hogareña del general Jorge Rafael Videla al comienzo del mandato de facto de este, exaltando al entonces nuevo dictador como un hombre de “disciplina, valor y sacrificio”.
El tono acompañante de la revista fue puesto al servicio de la dictadura durante los momentos más críticos que la misma solía atravesar. Por ejemplo, cuando el país se enfrentaba a una recesión económica en 1978, fenómeno potenciado por el notable empeoramiento de las relaciones bilaterales con el Chile del dictador Augusto Pinochet a causa del conflicto fronterizo en torno al conflicto del canal de Beagle, intentó ser contrarrestado con exhortaciones a “apoyar el proceso que comenzó el 24 de marzo de 1976, cuando tomamos un paso decisivo hacia la madurez política” . En 1978 a través de la revista Gente se afirma que las denuncias en el extranjero sobre el accionar de la dictadura son una campaña de desprestigio y afirma que todo es una “operación mentirosa, son cartas falsificadas por organizaciones terroristas”. A través de la tapa de la revista de "Las 76 caras del 76", aparece entre otros Jorge Rafael Videla con la leyenda “la mayor responsabilidad, un ejemplo”.
Por otro lado, la popularmente muy aclamada victoria de la selección de fútbol de Argentina, en la Copa Mundial de Fútbol de 1978 fue seguida por una portada del semanario político Somos en la que no se mostraba al equipo nacional sino al entonces dictador Jorge Rafael Videla mientras ésta se ponía de pie en las tribunas para saludar esa ocasión.
La creciente presión internacional contra el terrorismo de Estado resultó en una campaña de peticiones organizada por Para Ti que incluían postales tituladas “Argentina: Toda la verdad” (Argentina: The whole truth), las cuales los lectores de la revista podían recortar y enviar por correo a una lista de direcciones de los más prominentes críticos internacionales del régimen, incluyendo entre otros, al entonces presidente estadounidense Jimmy Carter, el también norteamericano senador demócrata Ted Kennedy y el entonces primer mandatario francés Valéry Giscard d'Estaing, así como también la organización no gubernamental (ONG) Amnistía Internacional y varios periódicos de todo el mundo.
Atlántida, junto a la filial argentina de la empresa estadounidense Coca Cola también participó de la ofensiva política del régimen en las escuelas primarias, mediante la publicación de la revista propagandística “El niño, la escuela y el ejército” e incluso después del retorno de la democracia al país a fines de 1983 el semanario político Somos publicó una serie de artículos sobre supuestos (e inexistentes) “campos de rehabilitación para subversivos”, los cuales incluían fotografías adulteradas de detenidos políticos en una “atmósfera familiar”, con supuestos servicios completos médicos, religiosos, psicológicos y legales.

### Desde 1990 en adelante
Ya en democracia, la Editorial Atlántida se benefició a partir de la política privatizadora de medios estatales lanzada por el entonces presidente peronista Carlos Saúl Menem tras su victoria electoral en las elecciones presidenciales de Argentina de 1989, Atlántida compró Telefe, Radio Continental y FM Hit (hoy, Los 40 Argentina). En 1998 El Gráfico pasó a ser propiedad de Torneos y en 2000 Telefónica adquiere Telefe.
En el 2000 Editorial Atlántida se volvió a enfocar en la publicación de libros y revistas. En 2001 se lanza Paparazzi junto a Jorge Rial y Luis Ventura, quienes en la década del 2010 se alejan de la revista que pasa a ser completamente de la editorial. En 2003 lanzó Para Teens y en 2005 Para ti mamá, revistas spin-off de Para Ti.
En total, su división de revistas vendió unos 12,8 millones de ejemplares en 2006, cifra aproximadamente equivalente a un 30 % del mercado argentino. La empresa también se ha mantenido durante los últimos años como un relativamente significativo editor de libros argentino, teniendo una tirada combinada anual de unos 650 000 volúmenes (equivalente a un 10% de la cuota de mercado local).
En 2007 el Grupo Vigil vende la editorial a la empresa mexicana Televisa, quien editaba hasta su cierre en febrero de 2019 sus revistas internacionales para Argentina a través de la editorial.
En la década del 2010 pasa a llamarse Atlántida (Las divisiones de revistas y libros) aunque manteniendo a Editorial Atlántida como nombre legal. En 2017 tras una alianza con Infobae se crean los sitios web de Para Ti y Gente y se finaliza la licencia que la editorial tenía con las publicaciones: Muy Interesante, Ser Padres, Harper's Bazaar, Cosmopolitan y Vanidades.
Desde 2018 Atlántida fue adquirida por un fondo de inversión privado de capitales argentinos.
En agosto de 2019, Editorial Atlántida termina su alianza con el sitio infobae.com y relanza las páginas web de sus revistas Para Ti (parati.com.ar) y Gente (gente.com.ar).
En 2021, la revista Gente se convierte en publicación mensual y Editorial Atlántida lanza en asociación con FiReSPORTS su nueva revista impresa y digital Latin Power.

## Propietarios
- Grupo Vigil (1918-2007)
- Televisa (2007-2017)
- Grupo Castro (2018)
- Grupo Atlántida (2018-presente)

## Publicaciones

### Actuales
- Billiken (1919-Presente)
- Para Ti (1922-Presente)
- Gente (1965-Presente)
- Paparazzi (2001-Presente)

### Antiguas
- Atlántida
- El Gráfico (1919-2000) Vendida por Torneos y Competencias
- Iris
- Grand Guiñol
- Tipperary
- Chacra (1930-2002) Vendida por The New Farm Company
- El Golfer Argentino
- Cinegraf[12]
- Vida Nuestra
- Marilú
- Sport
- Canal TV
- Somos (1976-1993)
- Plena
- Conozca más (1991-1999) Vendida por Editorial Televisa
- Tele Clic (1991-1998)
- Negocios
- Para Teens (2003-2020)
- Para Ti Mamá (2005-2020)
- La Valijita (2005-2020)
- PuroDiseño (2020-2022)
- Negocios y Política (2020-2023)
- Latin Power (2021) Vendida por infobae.com

## Medios
El antiguo multimedio de la Editorial Atlántida, estuvo conformado por:
- Telefe - Canal de televisión
- Radio Continental - Radio AM 590
- FM Hit - Radio FM 105.5

En el 2000 la editorial vendió las emisoras de radio y televisión por la española Telefónica.

## Nota y referencias
1. 1 2  María Paula Bontempo, “La trayectoria de Constancio Cecilio Vigil antes de la fundación de Editorial Atlántida (1904-18)”
2. 1 2 3 4  
«El Monitor: El largo camino de Billiken». Archivado desde el original el 26 de mayo de 2009. Consultado el 8 de febrero de 2013.
3. 1 2  Editorial Atlántida: Constancio Vigil.
4. ↑  
«[[Cámara de Diputados de la Nación Argentina]], Resolución 3090-S-04.». Archivado desde el original el 11 de enero de 2017. Consultado el 8 de febrero de 2013.
5. ↑  ««EL SUPERHOMBRE» EN BILLIKEN». BILLIKEN, sus Dibujantes y sus Historietas. 11 de septiembre de 2017. Consultado el 3 de mayo de 2024.
6. ↑  Revista Fortuna, “Televisa se expande”, 9 de junio de 2007.
7. ↑  http://www.pagina12.com.ar/diario/elpais/1-259571-2014-11-11.html
8. ↑  https://web.archive.org/web/20150402094822/http://www.miradasalsur.com.ar/nota/9590/editorial-atlantida-y-la-dictadura
9. 1 2 3  Marguerite Feitlowitz, A Lexicon of Terror: Argentina and the Legacies of Torture (“Un léxico de terror: Argentina y los legados de la tortura”), Oxford University Press, 1998.
10. 1 2  https://web.archive.org/web/20170816191351/http://www.telam.com.ar/notas/201301/5835-la-prensa-canalla.html
11. ↑  Portada Online: Grupo Televisa Acquires Argentina’s Editorial Atlántida (enlace roto disponible en Internet Archive; véase el historial, la primera versión y la última). (“El Grupo Televisa” adquiere Editorial Atlántida de Argentina”)
12. ↑  «Cinegraf en las Colecciones Digitales del Ibero-Amerikanisches Institut - Stiftung Preußischer Kulturbesitz (Berlín, Alemania)». -: Cinegraf, -: Editorial Atlántida -. Consultado el 22 de septiembre de 2023.